# Onda (Castelló)
Onda é um município da Espanha na província de Castelló, Comunidade Valenciana. Tem 108,4 km² de área e em 2021 tinha 24 939 habitantes (densidade: 230,1 hab./km²).

## Demografia
| Variação demográfica do município entre 1991 e 2004 | Variação demográfica do município entre 1991 e 2004 | Variação demográfica do município entre 1991 e 2004 | Variação demográfica do município entre 1991 e 2004 |
| --------------------------------------------------- | --------------------------------------------------- | --------------------------------------------------- | --------------------------------------------------- |
| 1991                                                | 1996                                                | 2001                                                | 2004                                                |
| 17975                                               | 18680                                               | 20019                                               | 21566                                               |